# The La’s
The La’s waren eine britische Rockband aus Liverpool um den Sänger und Gitarristen Lee Mavers. Mit ihm spielten verschiedene Gitarristen, Bassisten und Schlagzeuger. Die Band formierte sich 1984 und löste sich 1992 auf, danach erfolgten zwischen 1994 und 2011 kurzlebige Wiedervereinigungen mit Mavers.
Ihr größter Hit ist There She Goes, der in fünf verschiedenen Jahren in den britischen Musikcharts platziert war – viermal von The La’s selbst sowie einmal als Coverversion von Sixpence None the Richer. The La’s spielten Rockmusik, die vom 1960er-Jahre-Garagenrock, von den Troggs, aber auch von R.E.M. inspiriert war. Ihr 1990 veröffentlichtes Debütalbum The La’s wurde ein Kritiker- und Publikumserfolg und gilt als wegweisend für den Britpop der 1990er-Jahre. Es blieb ihr einziges Album, was unter anderem dem Perfektionismus von Mavers zugeschrieben wird.

## Geschichte
Auf die Band wurden mehrere Plattenlabel aufmerksam, als sie in ihrer Heimatstadt Liverpool 1986 mehrere Konzerte gegeben hatte. Zuvor waren Bootleg-Aufnahmen von Demos einer Studiosession im Flying-Picket-Studio in Liverpool bereits in Umlauf gekommen. Nachdem mehrere Plattenlabel diese Demos gehört und Verträge angeboten hatten, unterschrieb die Band bei Go! Discs Records.
Die erste Single Way Out im  Oktober 1987 wurde von Produzent Gavin MacKillop gemischt, erzielte aber nur geringes Interesse. Zwar lobte Morrissey, Sänger der Smiths, den Song im Musikmagazin Melody Maker, doch ansonsten blieb die Veröffentlichung ziemlich unbemerkt. Fünftausend Singles wurden gepresst und so wurde die Platte später zu einer gesuchten Rarität von Fans der The La’s.
1988 wurde zum ersten Mal There She Goes als Single veröffentlicht. Sie stieg im Januar 1989 tatsächlich in die britischen Charts ein, kam aber zu diesem Zeitpunkt nicht höher als Platz 59. Die Band, vor allem Mavers, brauchte lange Bedenkzeit darüber, warum ihre Songs keine größeren Hits wurden und nicht höher in den Charts notierten. Vor allem Mavers' Perfektionismus – er wollte angeblich original 60er-Jahre-Staub auf das Mischpult streuen lassen – war es, der verhinderte, dass mehr Material veröffentlicht wurde. Die dritte Single, Timeless Melody, stieg wieder in die niedrigeren Regionen der Hitparade. Die Band verbrachte zwei Jahre erfolglos im Studio das erste Album für Go! Discs aufzunehmen. Verschiedene Produzenten, u. a. John Porter, John Leckie und Mike Hedges, versuchten sich an der Produktion – erfolglos, da Mavers mit ihrer Arbeit nicht zufrieden war. Dabei veränderte sich auch das Line-up der Band permanent - Mavers und Bassist John Power blieben die einzigen Konstanten.
Erst Ende 1989 kam etwas Stabilität in die Band, mit Lees Bruder Neil Mavers am Schlagzeug und Peter James „Cammy“ Camell als Leadgitarrist. Die Gruppe mietete sich in den Londoner 'Eden Studios' ein, wo sie im Dezember 1989 noch einmal versuchte, ihr Debütalbum aufzunehmen. Produzent war diesmal Steve Lillywhite, der sich auf seine Erfolge mit U2 und Simple Minds berufen konnte. Doch auch mit diesen Sessions waren Mavers und die Band nicht zufrieden. Die Plattenfirma Go! Discs hatte nun einiges an Geld in The La’s investiert und wurde ungeduldig. Mavers und seine Bandkollegen wurden ausgesperrt. Lillywhite mixte aus dem Vorhandenen eine LP, die dann als The La’s veröffentlicht wurde. Die Band und Lee Mavers haben diese Entscheidung nie gutgeheißen.
Auf dem Album war eine neu aufgenommene Version von There She Goes, die nun als Single veröffentlicht wurde. Dieses Mal schaffte es der Song auf Platz 13 der UK-Charts. Eine kurze Promotion-Tournee und Fernsehauftritte, u. a. in Top of the Pops folgten, die Band tourte 1991 durch Großbritannien, Europa und die USA. Aber die Unzufriedenheit blieb. Der Song There She Goes wurde später zum Titelsong der RTL-Serie Mein Leben & Ich und ist am Anfang der ersten Episode der Warner-Brothers-Serie Gilmore Girls zu hören, ein Musikstil, der offenbar prägend für die Gilmore Girls ist. Ebenfalls wurde es auf mehreren Filmsoundtracks benutzt, darunter in Liebling, hältst Du mal die Axt? und Ballfieber.
John Power verließ die Band 1992, frustriert darüber, dass er seit 1986, also seit mehr als fünf Jahren, denselben Songkatalog abspulte. Er gründete im folgenden Jahr die Band Cast, die da weitermachte, wo The La’s aufgehört hatten.
Mit dem Weggang von Power waren The La’s de facto aufgelöst. Mavers hatte zwar angeblich jede Menge neue Songs geschrieben, aber es gab kein weiteres Material für Veröffentlichungen. Erst 1994 tauchte wieder eine Band mit dem Namen The La’s mit Lee Mavers auf – sie spielte einige Konzerte im Vorprogramm von Acts wie Dodgy, Paul Weller und Oasis.
Danach hörte man mehr als zehn Jahre weder von Mavers noch von The La’s etwas – bis zum Juni 2005. Eine unvorhersehbare Wiedervereinigung von Mavers und Power mit wieder anderen Musikern an ihrer Seite ergab neue The La’s. Sie spielten sechs Konzerte in Großbritannien und Irland sowie im selben Sommer auf einigen Festivals in Japan und Europa, darunter das Glastonbury Festival. Das Song-Repertoire war allerdings – bis auf wenige zusätzliche Lieder – immer noch das von 1989. Nach sechs Jahren Pause kam es 2011 erneut zu einer kurzen Wiedervereinigung.

## Besetzung
- Lee Mavers (* 2. August 1962) – Gesang, Gitarre (1984–2011)
- John Power (* 14. September 1967) – Bass (1986–1992, 2005)
- John Byrne – Gitarre (1986)
- Paul Hemmings – Gitarre (1987–1990)
- John Timson – Drums (1986–1988)
- Chris Sharrock (Ex-The-Icicle-Works) – Schlagzeug (1988/89)
- Neil Mavers (* 8. Juli 1971) – Drums (1989–1992)
- James Joyce (* 23. September 1970) – Bass
- Cammy (Peter James Camell, * 30. Juni 1967) – Gitarre (1989–1992)
- Jay Lewis – Gitarre (2005)
- Nick Miniski – Schlagzeug (2005)
- Jasper – Schlagzeug (2005)
- Gary Murphy – Bass (2011)

## Diskografie

### Studioalben
| Jahr | Titel    | Höchstplatzierung, Gesamtwochen, AuszeichnungChartplatzierungen (Jahr, Titel, Platzierungen, Wochen, Auszeichnungen, Anmerkungen) | Höchstplatzierung, Gesamtwochen, AuszeichnungChartplatzierungen (Jahr, Titel, Platzierungen, Wochen, Auszeichnungen, Anmerkungen) | Anmerkungen                           |
| Jahr | Titel    | UK | US | Anmerkungen                           |
| ---- | -------- | --- | --- | ------------------------------------- |
| 1990 | The La’s | UK30 Gold · (26 Wo.)UK | US196 (1 Wo.)US | Erstveröffentlichung: 1. Oktober 1990 |

### Kompilationen
- 2000: Breakloose: Lost La’s 1984–1986
- 2001: Callin’ All: Lost La’s 1986–1987
- 2001: Singles Collection
- 2006: BBC in Session
- 2008: Lost Tunes
- 2008: The La’s – Deluxe Edition
- 2010: De Freitas Sessions ’87
- 2010: Callin’ All (4 CD-Box)

### Singles
| Jahr | Titel Album              | Höchstplatzierung, Gesamtwochen, AuszeichnungChartplatzierungen (Jahr, Titel, Album, Platzierungen, Wochen, Auszeichnungen, Anmerkungen) | Höchstplatzierung, Gesamtwochen, AuszeichnungChartplatzierungen (Jahr, Titel, Album, Platzierungen, Wochen, Auszeichnungen, Anmerkungen) | Anmerkungen                             |
| Jahr | Titel Album              | UK | US | Anmerkungen                             |
| ---- | ------------------------ | --- | --- | --------------------------------------- |
| 1987 | Way Out The La’s         | UK86 (2 Wo.)UK | — | Erstveröffentlichung: 2. November 1987  |
| 1988 | There She Goes The La’s  | UK13 ×2Doppelplatin · (23 Wo.)UK | US49 (10 Wo.)US | Erstveröffentlichung: 31. Oktober 1988  |
| 1990 | Timeless Melody The La’s | UK57 (3 Wo.)UK | — | Erstveröffentlichung: 3. September 1990 |
| 1991 | Feelin’ The La’s         | UK43 (3 Wo.)UK | — | Erstveröffentlichung: 4. Februar 1991   |